# Possidônio Carneiro da Fonseca Costa

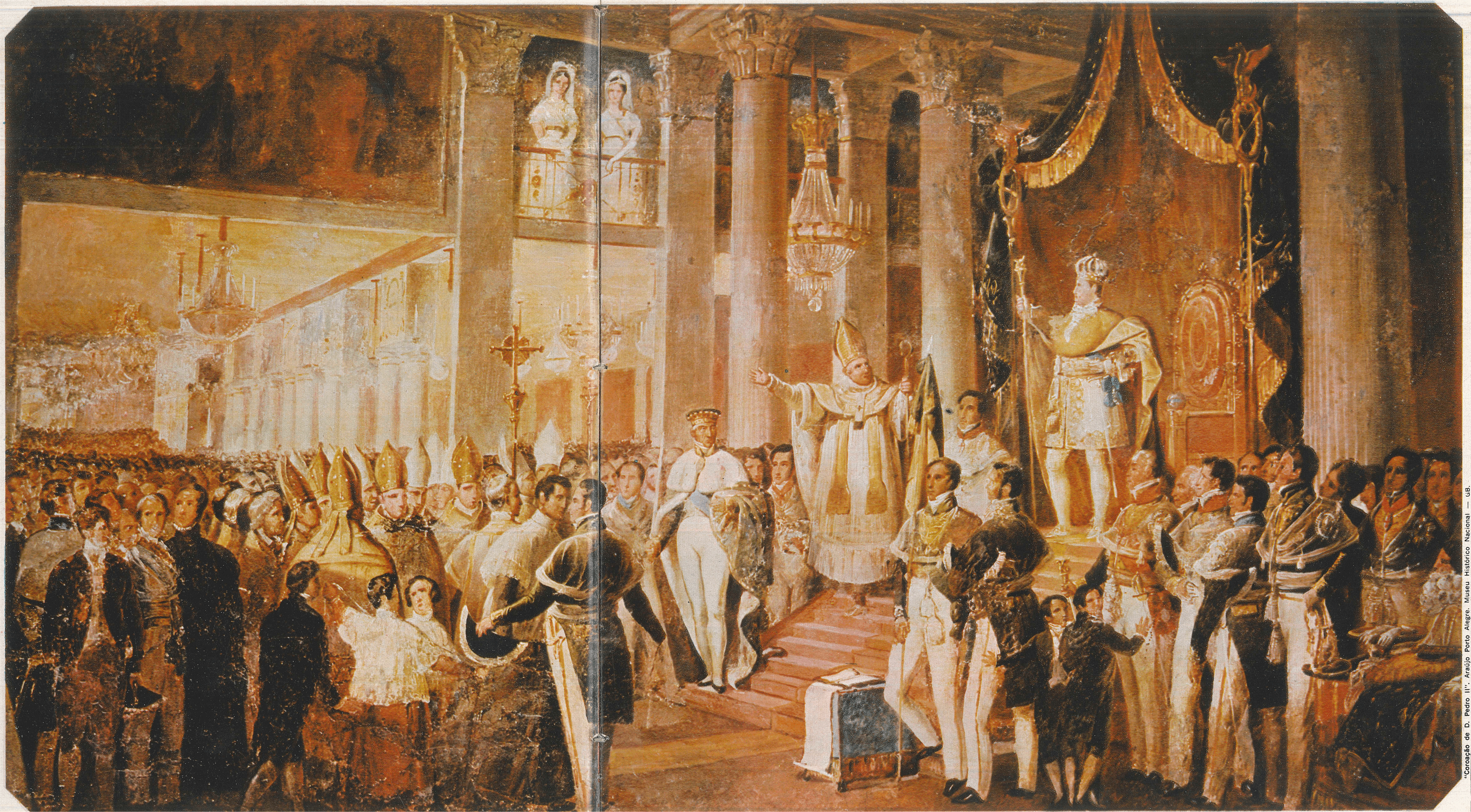
Possidônio na Coroação de Pedro II, o de faixa azul no pé da escadaria esquerda, pintura de Manuel de Araújo Porto-Alegre.

Possidônio Carneiro da Fonseca Costa (Rio de Janeiro, 10 de julho de 1815 – Rio de Janeiro, 15 de fevereiro de 1854), primeiro Rei de Armas do Império do Brasil. Foi escrivão de nobreza e fidalguia, junto ao Cartório de Nobreza e Fidalguia, durante muitos anos. Era capitão da Guarda Nacional.

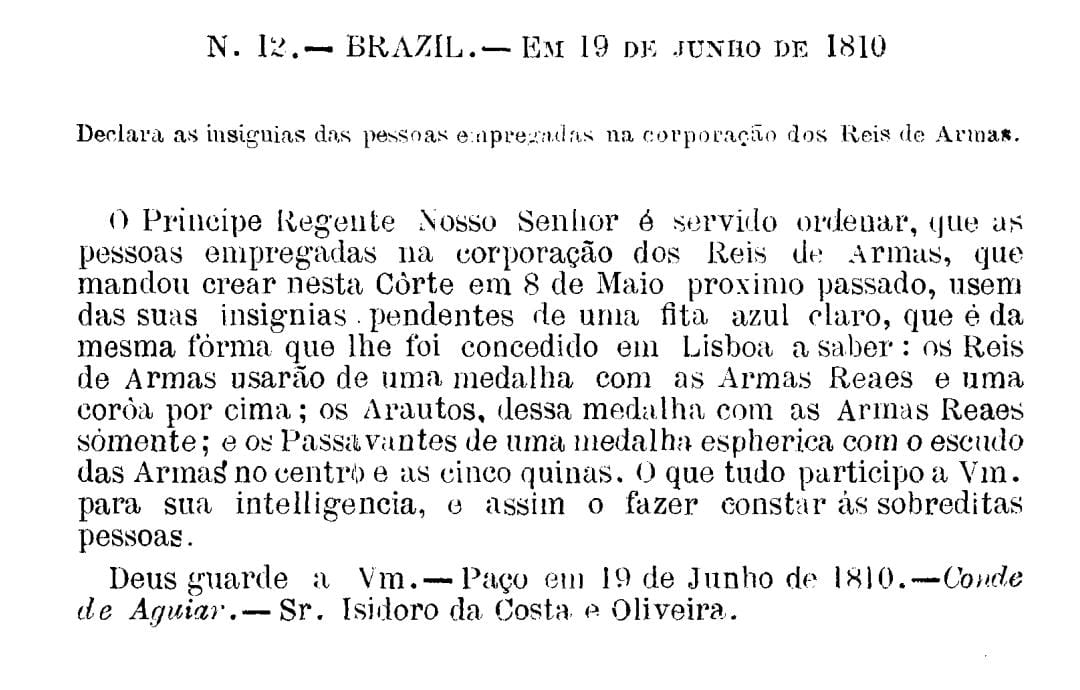
Decisão de D. João VI sobre as insígnias do Rei de Armas no Brasil em 1810.

Era filho do Dr. José Maria da Fonseca Costa e Libânia Carneiro da Silva. Era irmão da viscondessa de Fonseca Costa, sobrinho do marquês da Gávea, neto do capitão Manuel Álvares da Fonseca Costa, e primo-irmão do visconde de Majé, do barão de Barra Grande, do barão de Suruí, do visconde da Penha e da segunda condessa de Tocantins. Descendia dos primeiros povoadores da cidade do Rio de Janeiro; chegados ainda no século XVI.
No fim da vida, enlouqueceu. Morreu em 1854, aos 38 anos. Os livros e papéis que estavam em seu poder, que remontavam do período joanino ao Primeiro Reinado, estão desaparecidos. Acredita-se que Fonseca Costa os tenha destruído.
Seu sucessor como Rei de Armas, Luís Aleixo Boulanger, tentou reaver o conteúdo dos registros desaparecidos.